# Михаил (Темнорусов)
Архиепископ Михаил (в миру Павел Михайлович Темнорусов; 26 мая 1854 — 29 мая 1912) — епископ Русской православной церкви, архиепископ Минский и Туровский.

## Биография
Родился 26 мая 1854 года в семье священника Архангельской губернии.
В 1881 году окончил Санкт-Петербургскую духовную академию со степенью кандидата богословия и назначен 1 августа помощником смотрителя Камышинского духовного училища.
С 1882 года — помощник смотрителя Архангельского духовного училища.
С 1883 года — преподаватель Архангельской духовной семинарии.
С 1885 года — преподаватель Кишинёвской духовной семинарии.
14 марта 1890 года пострижен в монашество, а 24 марта — рукоположён во иеромонаха и определён инспектором Ставропольской духовной семинарии.
В 1891 году возведён в сан архимандрита и назначен ректором Ставропольской духовной семинарии.
С 1892 года — ректор Новгородской духовной семинарии и настоятель Новгородского Антониева монастыря.
С 1895 года — ректор Могилёвской духовной семинарии.
6 августа 1897 года хиротонисан во епископа Ковенского, викария Литовской епархии. Хиротония состоялась в Санкт-Петербурге в Александро-Невской Лавре.
С 22 сентября 1899 года — епископ Минский и Туровский.
14 мая 1911 года возведен в сан архиепископа.
Как член Священного Синода подписал послание Св. Синода об открытии 4 сентября 1911 года мощей Св. Иоасафа.
Скончался 29 мая 1912 года.